# Curtiss BF2C Goshawk
El Curtiss BF2C Goshawk (Model 67) fue un biplano naval estadounidense de los años 30 del siglo XX, que tuvo un éxito limitado y fue parte de la larga línea de aviones de la serie Hawk realizada por la Curtiss Aeroplane and Motor Company para las fuerzas armadas estadounidenses, y para exportación como Hawk III (Model 68).

## Diseño y desarrollo
La Armada de los Estados Unidos y Curtiss se dieron cuenta de que el F11C-2 poseía potencial de desarrollo, y la Armada decidió adquirir una variante con tren de aterrizaje retráctil. Esta variante, que todavía tenía la clásica ala de madera "Hawk" del F11C-2 con su perfil aerodinámico Clark Y de fondo plano, fue designada XF11C-3 por la Armada y Model 67 por Curtiss. El sistema de retracción del tren principal estaba inspirado por el diseñado por Grover Loening para el prototipo Grumman XFF-1, y era operado manualmente.
El XF11C-3 fue entregado a la Armada estadounidense en mayo de 1933, con un motor radial Wright R-1820-80 de 520 kW (700 hp). Las pruebas mostraron un aumento en 27 km/h en velocidad respecto al F11C-2, pero el peso extra provocaba una reducción de la maniobrabilidad. Sin embargo, la Armada creía que la pérdida de manejo estaba más que compensada con el aumento de velocidad. Durante las pruebas, al XF11C-3 se le reemplazó su ala de estructura de madera por una de estructura metálica, biconvexa y perfil aerodinámico NACA 2212, y pronto fue redesignado como XBF2C-1 (Model 67A), de acuerdo con la nueva categoría BF (Bomber-Fighter, bombardero-caza).

## Historia operacional

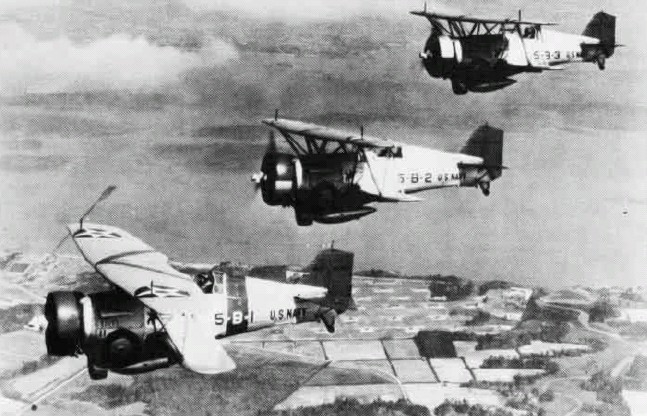
Tres BF2C-1 del escuadrón VB-5, del USS Ranger, en 1934.

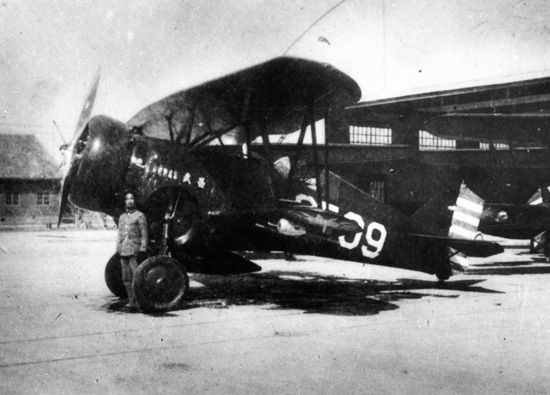
Hawk III chinos, cazabombarderos principales de la Fuerza Aérea Nacionalista China contra la invasión japonesa de 1937, hasta que fueron reemplazados por los cazas Polikarpov I-15 e I-16.

La Armada estadounidense ordenó veintisiete BF2C-1, con una cubierta "de tortuga" trasera elevada, cabina semicerrada, y ala inferior de estructura metálica. Estaba armado con dos ametralladoras Browning de 7,62 mm y tres puntos de anclaje para 230 kg de cargas exteriores. Entregados en octubre de 1934, fueron asignados al VB-5, a bordo del portaaviones USS Ranger, pero sirvieron unos pocos meses antes de que dificultades con el tren de aterrizaje provocaran su retirada. A pesar de su corto periodo de servicio, muchas de las innovaciones desarrolladas para el Goshawk se emplearon ampliamente en los aviones de la Armada en los años siguientes. Fueron los últimos cazas Curtiss aceptados para el servicio con la Armada estadounidense.
La versión de exportación Hawk III (Model 68) volvió a las alas clásicas de madera/Clark Y y estaba propulsada por un R-1820-F53 de 570 kW (770 hp). Los Hawk III chinos sirvieron como aviones multipropósito cuando comenzaron las operaciones de combate contra las fuerzas aéreas del Ejército y la Armada Imperiales Japoneses en agosto de 1937, particularmente en las Batallas de Shanghái y Nankíng, y fueron considerados como cazas de primera línea de la Fuerza Aérea Nacionalista China, junto con su inventario de Hawk II, Boeing Model 281 "Peashooter" y Fiat C.R.32. El Coronel Gao Zhihang consiguió un derribo doble contra el superior Mitsubishi A5M "Claude" (predecesor del A6M "Zero") sobre Nankíng el 12 de octubre de 1937, a los mandos de su Hawk III numerado "IV-I" (4th Pursuit Group, Commander).
Mientras continuaba la interdicción aérea y el apoyo aéreo cercano al Ejército Nacional Revolucionario de China en la Batalla de Shanghái el 14 de octubre de 1937, la Fuerza Aérea China lanzó un importante ataque contra las posiciones japonesas en Shanghái a las 16:00 horas, con una fuerza mixta única de tres Curtiss Hawk III escoltando tres B-10, dos He 111A, cinco O-2MC y cinco Gamma desde Nankíng, y luego un ataque lanzado cada hora por la tarde hasta las 03:00 horas del 15 de octubre. Esta combinación de ataques con los Hawk III fue usada contra las fuerzas aéreas del Ejército y la Armada Imperiales Japoneses, y contra blancos terrestres y navales, con considerable éxito hasta el final de 1937, antes de ser reemplazados por los mejor armados y más rápidos cazas Polikarpov I-15 e I-16 que fueron suministrados a la Fuerza Aérea China gracias al Tratado Sino-soviético de 1937.
A principios de 1935, Tailandia emplazó una orden por 24 Curtiss Hawk III a un coste de 63 900 bahts cada uno, y también se adquirió una licencia de fabricación. Los primeros 12 Hawk III fueron embarcados para Tailandia en agosto y los 12 ejemplares restantes llegaron a finales de 1935, que fueron bautizados Caza Tipo 10. Se construyó un total de 50 Hawk III localmente durante 1937 y 1939. El modelo fue usado contra los franceses en la guerra franco-tailandesa y contra los invasores japoneses en diciembre de 1941, siendo relegados más tarde a un uso como entrenadores. Algunos de estos aviones todavía estaban en activo en 1949 y una célula sobrevive (KH-10) en el Royal Thai Air Force Museum.
El demostrador Hawk IV (Model 79) tenía una cabina totalmente cerrada y un motor R-1820-F56 de 590 kW (790 hp).

## Variantes
XBF2C-1 Hawk
El prototipo XF11C-3 redesignado como cazabombardero.
BF2C-1 Goshawk (Model 67A)
Versión de producción del XF11C-3; 27 construidos.
Hawk III (Model 68)
Versión de exportación del BF2C-1 con un R-1820-F53 de 570 kW (770 hp) para Argentina, China, Tailandia y Tuerquía; 137 construidos.
Hawk IV (Model 79)
Versión de exportación con un motor R-1820-F56 de 590 kW (790 hp); un demostrador construido.

## Operadores
Argentina

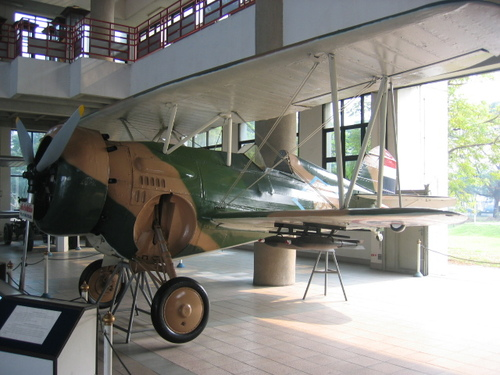
Curtiss BF2C Goshawk en el Royal Thai Air Force Museum.

- Servicio de Aviación del Ejército: operó diez Model 68A Hawk III y un Model 79 Hawk IV.

 República de China
- Fuerza Aérea Nacionalista China: operó 102 Model 68C Hawk III.

 Estados Unidos
- Armada de los Estados Unidos: operó 27 BF2C-1.

 Tailandia
- Real Fuerza Aérea Tailandesa: operó 24 Model 68B Hawk III.

 Turquía
- Fuerza Aérea Turca: operó un Model 68B Hawk III.

## Especificaciones
Referencia datos: Curtiss Aircraft 1907–1947, The complete encyclopedia of world aircraft

### Características generales
- Tripulación: Uno (piloto)
- Longitud: 7,42 m
- Envergadura: 9,60 m
- Altura: 3,03 m
- Superficie alar: 24,3 m2
- Perfil alar: raíz: NACA 2212; punta alar: NACA 2212[9]
- Peso vacío: 1509 kg
- Peso cargado: 2065 kg
- Planta motriz: 1× motor radial de nueve cilindros refrigerado por aire Wright R-1820-04 Cyclone.
  - Potencia: 570 kW (770 hp)
- Hélices: Tripala

### Rendimiento
- Velocidad máxima operativa (Vno): 410 km/h
- Velocidad crucero (Vc): 253 km/h
- Alcance: 1167 km
- Techo de vuelo: 8200 m (27 000 pies)
- Régimen de ascenso: 9,9 m/s (1950 pies/min)

### Armamento
- Ametralladoras: 

  - 1x Browning M1919 de 7,62 mm (derecha) + 1x Browning M2 de 12,7 mm (izquierda)
- Bombas: 

  - 1 de 215 kg en el punto de anclaje bajo el fuselaje o
  - 2 de 53 kg bajo las alas inferiores

### Desarrollos relacionados
- Curtiss F11C Goshawk

### Secuencias de designación
- Secuencia Numérica (interna de Curtiss): ← 63 - 64 - 66 - 67 - 68 - 69 - 70 - 71 - 72 -- 75 (I, P, S) - 76/76A - 77 - 79 - 81 - 82 - 84 →
- Secuencia BF_C (Cazabombarderos de la Armada estadounidense, 1934-1937 (Curtiss, 1922-1962)): BFC - BF2C

### Listas relacionadas
- Anexo:Aeronaves militares de los Estados Unidos (navales)